# Jino
Jino, Jinuo (chiń. 基诺族; pinyin Jīnuò zú) – grupa etniczna w chińskiej prowincji Junnan. Posługują się językami jino należącymi do grupy tybeto-birmańskiej. Stanowią jedną z 55 oficjalnie uznanych mniejszości etnicznych w Chinach.